# Viburnum arboreum
Viburnum arboreum är en desmeknoppsväxtart som beskrevs av Nathaniel Lord Britton. Viburnum arboreum ingår i släktet olvonsläktet, och familjen desmeknoppsväxter. Inga underarter finns listade i Catalogue of Life.